# Jacques Guillier de Souancé
Jacques Pierre Gabriel Guillier de Souancé, né le 2 octobre 1749 à Nogent-le-Rotrou et mort le 16 février 1812 à Souancé-au-Perche, est un homme politique français.

## Biographie
Fils de Pierre-Claude Guillier de Souancé, conseiller du roi et son avocat en l'hôtel de ville de Nogent, et contrôleur ordinaire des guerres, et de Jeanne-Louise Guerrier, il devient conseiller du roi et auditeur en la Chambre des comptes de Paris.
Propriétaire à Souancé, il fut élu, le 18 février 1808, par le Sénat conservateur, député d'Eure-et-Loir au Corps législatif. Il y siégea jusqu'à sa mort.
Il est le beau-père de François-Emmanuel-Judith-Louis Pinceloup de Morissure.